# Blowing Rock
Blowing Rock é uma cidade  localizada no estado norte-americano de Carolina do Norte, no Condado de Caldwell e Condado de Watauga.

## Demografia
Segundo o censo norte-americano de 2000, a sua população era de 1418 habitantes. 
Em 2006, foi estimada uma população de 1426, um aumento de 8 (0.6%).

## Geografia
De acordo com o United States Census Bureau, a localidade tem uma área de 7,8 km², dos quais 7,7 km² cobertos por terra e 0,1 km² cobertos por água.

## Localidades na vizinhança
O diagrama seguinte representa as localidades num raio de 20 km ao redor de Blowing Rock. 